# 10581 Jeníkhollan
10581 Jeníkhollan là một tiểu hành tinh vành đai chính với chu kỳ quỹ đạo là 1904.2377860 ngày (5.21 năm).
Nó được phát hiện ngày 30 tháng 7 năm 1995.